# ブラス・インファンテ

アンダルシア民族旗

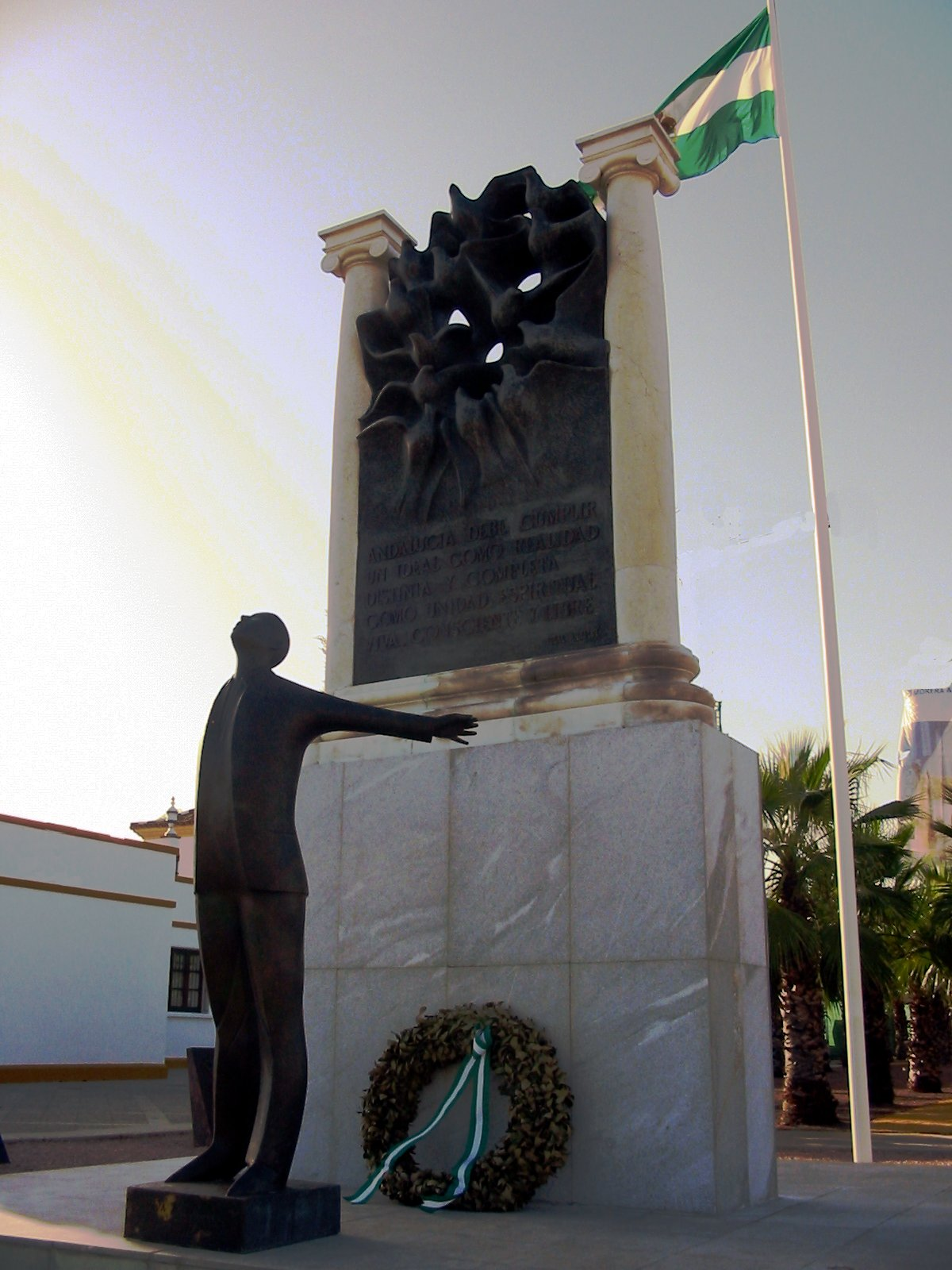
ブラス・インファンテの功績を称えるモニュメント「アンダルシア人の父」

ブラス・インファンテ・ペレス・デ・バルガス （Blas Infante Pérez de Vargas, 1885年7月5日 カサレス -  1936年8月11日 セビリア）はスペインの公証人、歴史学者、人類学者、音楽学者、作家、ジャーナリスト及び政治家。
アンダルシア民族主義に基づいた独立運動を指導した事から、「アンダルシアの国父」(Padre de la Patria Andaluza)と呼ばれる。

## 生涯

### 生い立ち
ブラス・インファンテ・ペレス・デ・バルガスは1885年にスペイン南部（アンダルシア地方）のカサレスで、法廷書記官ルイス・インファンテ・アンドラーデの子として生まれる。1898年の米西戦争でのスペイン敗戦で国内が苦しい経済状況に追い込まれると、インファンテは家計を助ける為に父の仕事を手伝いながら学校に通っていたという。
1906年にグラナダ大学法学部を卒業し、1909年に公証人の仕事を得てアンダルシア最大の都市セビリアへ転居した。公証人として働きながら、次第にインファンテはセビリア大学の学者や学生達と交流を持ち、同大学で展開されていたアンダルシア主義（アンダルシスモ）を巡る論争に加わっていった。その背景には公証人という仕事を通して、アンダルシアの窮状に深い憤りを感じていったからだと言われている。インファンテは「アンダルシアの街角には貧困が溢れている」と後に語っている。

### 政治家として
インファンテはスペインが単一国家から小国家の連合体（連邦制）に移行する事で、スペインという枠組みを維持しながら独立心の強い各地方（カスティーリャ、アストゥリアス・レオン、カタルーニャ、ガリシア、アラゴン、バスク、アンダルシアなど）に独立国としての地位を与える事を主張した。急速な独立と国家主義的な地方弾圧の双方を否定し、それまでの「スペイン体制」で培われた経済網を引き継ぎながら各民族の政治的独立を進められる連邦制こそが、各民族にとってもスペインにとっても最善であるというのが彼のモットーだった。
1915年、インファンテは自らの主著となる「アンダルシアの理想」を執筆した。この著作で彼はアンダルシアの歴史、文化的な特徴を示した上で、今の貧困と民族的抑圧からいかにアンダルシアが脱却すべきかを説いた。1918年、インファンテはジョージ主義（アメリカの政治学者ヘンリー・ジョージが体系化した政治思想）を参考にしつつ、アンダルシア地方のロンダ市で「アンダルシア連絡会議」を組織した。彼は1883年に宣言された「アンダルシア自治憲法」（Constitucion Federal Regional para Andaluza ）を会議の規約とした。今日、アンダルシア自治州が採用している緑と白からなる「アンダルシアの国旗」と「紋章」も、この時にインファンテが採用したものである。
1920年、インファンテはかつてカステーリャ王国軍をサグラハスの戦いで破り、十字軍からアンダルシアを守ったセビリャ太守アッバード3世アル＝ムウタミドの伝記を執筆した。アンダルシアの独自性はイスラム帝国との関わりが最も大きな要因であると考えていたインファンテは北アフリカのアラブ文化やベルベル文化に傾倒していった。1924年にはモロッコを訪問して、そこでアル＝ムウタミドの子孫とされる人物と面会している。1928年、ガリシアやポルトガルを訪問して、そこでガリシア独立運動と交流を持った。

### 第二共和制とスペイン内戦
王政が再び倒れ第二共和制に移行すると、インファンテはアンダルシア独立と連邦制移行を推進する運動を活発化させた。1931年に共和政府からコルデ・リオの公証人に任命されたインファンテは、地域政党の一つであるアンダルシア自由党に参加して初代党首となった。同党は連邦主義、反中央集権、選挙制度・教育・経済政策の見直しなどを主な主張として掲げた。アンダルシアの自治運動は複数の政党が乱立した為に必ずしも上手くは行かなかったが、その中でインファンテはアンダルシア独立に関する理論を体系化していった。
1934年に彼はより独立運動を進めているカタルーニャの州政府を訪問して意見を交換している。1936年に行われた総選挙でインファンテを中心とするアンダルシア独立運動の諸政党は人民戦線の一翼を担う形で選挙に挑んだ。従って人民戦線が政権を獲得すると独立運動も大きな前進を見せた。1934年7月5日、人民戦線政府はアンダルシア自治共和国樹立を承認して、その初代首相にインファンテを指名した。だがその数日後に中央集権を望む国家主義勢力によってスペイン内戦が引き起こされる。
スペイン内戦の末、共和制はファシストの支援を受けたフランコ軍に倒され、インファンテも反乱軍のセビリャ占領の際に拘束された。フランコが命じた処刑リストの中にはインファンテも加えられていた。自由主義者にして、地方民族の指導者であるインファンテは重複してリストに二回載せられていたという。1936年8月11日、セビリア郊外のカルモナに向かう街道でインファンテの銃殺が執行された。
現在、フランコ支配の終わったスペインで地方自治が見直される中、アンダルシア独立に殉教したインファンテは民族的英雄と見なされている。

## 著作
- (スペイン語) Ideal Andaluz, ウィキソースより閲覧。 (1915)
- La Obra de Costa (1916)
- La Sociedad de Naciones (with J. Andres Vazquez, 1917)
- (スペイン語) Manifiesto Andalucista de Cordoba de 1919, ウィキソースより閲覧。 (1919)
- Motamid, ultimo rey de Sevilla (1920)
- Cuentos de Animales (1921)
- Los Mandamientos de Dios a favor de los animales (1921)
- La Dictadura pedagogica (1921)
- Reeleccion Fundamental - Primer Volumen - La Religion y la Moral (1921)
- Origenes de lo flamenco y secreto del cante jondo (1929-31)
- La verdad sobre el complot de Tablada y el Estado libre de Andalucia (1931)
- Cartas Andalucistas de Septiembre de 1935 (1935)
- Manifiesto a todos los andaluces (1936)

## 死後に発表された著作
- Fundamentos de Andalucia - 1a serie de Cartas Andalucistas (unpublished, 1929)
- El Libro Nuevo (unpublished)
- Almanzor (unpublished)

## 引用・資料
1. ↑  （Spanish） Parliament of Andalusia: Blas Infante, Father of Andalusia
2. ↑    (スペイン語) Constitucion Federal Regional para Andaluza (1883), ウィキソースより閲覧。
3. ↑  （Spanish） Junta de Andalucia: Symbols of Andalusia